# شرکت طلوع گاز
شرکت طلوع گاز یک منطقهٔ مسکونی در ایران است که در دهستان کوهدشت جنوبی واقع شده‌است.